# أليس ماتيوكسي
أليس ماتيوكسي (بالإيطالية: Alice Matteucci) مواليد 29 سبتمبر 1995 في بسكارا، هي لاعبة كرة مضرب إيطالية وتحتل حالياً المرتبة 320 (21 مارس 2016) في تصنيف رابطة محترفات كرة المضرب. أعلى تصنيف لها في الفردي كان 319. أعلى تصنيف لها في الزوجي كان 145.

## النهائيات

### الفردي (4–4)
| الحصيلة | الرقم | التاريخ       | الدورة                       | الأرضية    | المنافس           | النتيجة            |
| ------- | ----- | ------------- | ---------------------------- | ---------- | ----------------- | ------------------ |
| الفوز   | 1.    | 9 سبتمبر 2013 | بولا، إيطاليا                | ترابية     | كلوديا جيوفين     | 5–7, 6–2, 7–5      |
| الفوز   | 2.    | 3 مارس 2014   | أميان، فرنسا                 | ترابية (i) | مانون أركانجيولي  | 6–4, 6–3           |
| الوصافة | 1.    | 30 يونيو 2014 | إقليم بروكسل العاصمة، بلجيكا | ترابية     | كلارتج ليبنس      | 6–7(4–7), 6–4, 1–6 |
| الوصافة | 2.    | 7 يوليو 2014  | تورينو، إيطاليا              | ترابية     | يوليانا ليزارازو  | 6–7(5–7), 3–6      |
| الفوز   | 3.    | 23 مارس 2015  | لو هافر، فرنسا               | ترابية (i) | سيندي برغر        | 4–6, 6–4, 7–6(7–3) |
| الوصافة | 3.    | 25 مايو 2015  | شرم الشيخ، مصر               | صلبة       | جاكلين سيباج أواد | 6–4, 1–6, 3–6      |
| الفوز   | 4.    | 8 يونيو 2015  | شرم الشيخ، مصر               | صلبة       | سارا توميتش       | 6–4, 6–2           |
| الوصافة | 4.    | 29 يونيو 2015 | إقليم بروكسل العاصمة، بلجيكا | ترابية     | إلين بويكنز       | 4–6, 0–6           |

## روابط خارجية
- أليس ماتيوكسي على موقع رابطة محترفات التنس (الإنجليزية)
- أليس ماتيوكسي على موقع الاتحاد الدولي لكرة المضرب (الإنجليزية)
- أليس ماتيوكسي على موقع كأس بيلي جين كينغ (الإنجليزية)
- أليس ماتيوكسي على موقع خلاصة التنس.كوم (الإنجليزية)
- أليس ماتيوكسي على موقع إي إس بي إن.كوم (الإنجليزية)